# Albert Graham Ingalls
Albert Graham Ingalls (ur. 16 stycznia 1888, zm. 13 sierpnia 1958) – amerykański astronom amator i redaktor naukowy. Dzięki felietonom w „Scientific American”, w tym w rubryce The Amateur Scientist, oraz serii trzech książek Amateur Telescope Making, wywarł wielki wpływ na astronomię amatorską i amatorskie teleskopy w Stanach Zjednoczonych.

## Życiorys
Ingalls urodził się w Elmirze, w stanie Nowy Jork. W 1914 roku ukończył studia na Cornell University. Pracował dorywczo, m.in. jako operator telegrafu, potem zaciągnął się do Gwardii Narodowej Nowego Jorku i podczas I wojny światowej pełnił służbę we Francji.
W 1923 został redaktorem w „Scientific American”, z tej pracy utrzymywał się aż do emerytury w 1955 roku. Później opisał swoje obowiązki redakcyjne jako „pozyskiwanie, edycję artykułów, odnajdywanie i opisywanie ilustracji, korektę tekstu, bycie mamką dla sześciu dużych artykułów każdego miesiąca”.
Głównymi zainteresowaniami Ingallsa były astronomia i budowa teleskopów. Po zapoznaniu się z artykułem autorstwa Russella W. Portera o konstrukcji teleskopów, zaprosił go w czerwcu 1925 do Nowego Jorku. Owocem tej wizyty był artykuł w „Scientific American”, który ukazał się w tym samym roku. Artykuł został tak dobrze przyjęty, że Ingalls zapoczątkował cykl artykułów o tworzeniu amatorskich teleskopów. Niektóre z nich napisał wspólnie z Porterem. Ingalls i Porter się zaprzyjaźnili i przez kolejne trzydzieści lat byli czołowymi postaciami amerykańskiej społeczności związanej z konstrukcją teleskopów amatorskich.